# UFC 270
UFC 270: Ngannou vs. Gane（ユーエフシー・ツーセブンティ：ガヌー・バーサス・ガーヌ）は、アメリカ合衆国の総合格闘技団体「UFC」の大会の一つ。2022年1月22日、カリフォルニア州アナハイムのホンダセンターで開催された。

## 大会概要
本大会は正規王者フランシス・ガヌーと暫定王者シリル・ガーヌによるUFC世界ヘビー級王座統一戦、王者ブランドン・モレノと挑戦者デイブソン・フィゲイレードによるUFC世界フライ級タイトルマッチが組まれた。

## 試合結果

### アーリープレリム
第1試合 女子フライ級 5分3R
○  ジャスミン・ジャスダビシアス vs.  ケイ・ハンセン ×
3R終了 判定3-0（30-27、29-28、29-28）
第2試合 女子ストロー級 5分3R
○  バネッサ・デモポロス vs.  シルバーナ・フアレス ×
1R 2:25 腕ひしぎ十字固め

### プレリミナリーカード
第3試合 ライト級 5分3R
○  マット・フレボラ vs.  ヘナロ・バルデス ×
1R 3:15 TKO（パウンド）
第4試合 バンタム級 5分3R
○  トニー・グレーブリー vs.  サイモン・オリベイラ ×
3R終了 判定3-0（30-27、30-27、30-27）
第5試合 ウェルター級 5分3R
○  ジャック・デラ・マダレナ vs.  ピート・ロドリゲス ×
1R 2:59 TKO（左ストレート→パウンド）
第6試合 バンタム級 5分3R
○  ビクター・ヘンリー vs.  ラオーニ・バルセロス ×
3R終了 判定3-0（30-27、30-27、30-27）

### メインカード
第7試合 ウェルター級 5分3R
○  マイケル・モラレス vs.  トレヴィン・ジャイルズ ×
1R 4:06 TKO（右ストレート→パウンド）
第8試合 バンタム級 5分3R
○  サイード・ヌルマゴメドフ vs.  コーディー・スタマン ×
1R 0:47 ギロチンチョーク
第9試合 ウェルター級 5分3R
○  ミシェル・ペレイラ vs.  アンドレ・フィアリョ ×
3R終了 判定3-0（29-28、29-28、29-28）
第10試合 UFC世界フライ級タイトルマッチ 5分5R
○  デイブソン・フィゲイレード vs.  ブランドン・モレノ ×
5R終了 判定3-0（48-47、48-47、48-47）
※フィゲイレードが王座獲得に成功。
第11試合 UFC世界ヘビー級王座統一戦 5分5R
○  フランシス・ガヌー vs.  シリル・ガーヌ ×
5R終了 判定3-0（48-47、48-47、49-46）
※ガヌーが王座の初防衛に成功。

### 各賞
ファイト・オブ・ザ・ナイト：デイブソン・フィゲイレード vs. ブランドン・モレノ
パフォーマンス・オブ・ザ・ナイト：サイード・ヌルマゴメドフ、バネッサ・デモポロス
各選手にはボーナスとして5万ドルが授与された。

### カード変更
負傷などによるカードの変更は以下の通り。